# 陈佐东
陈佐东（1965年4月—），吉林农安人，汉族，中国国民党革命委员会成员。中华人民共和国政治人物、第十三届全国人民代表大会黑龙江地区代表。

## 生平
2018年2月24日，当选为第十三届全国人大代表。